# الجزیره (روزنامه)
الجزیره (انگلیسی: Al Jazirah) یک روزنامهٔ عربی است که در عربستان سعودی منتشر می‌شود. این روزنامه بیش از سی شعبه داخلی و خارجی دارد و صاحب امتیاز آن متعلق به مطلق‌ بن‌عبدالله می باشد.